# My Generation (court métrage)
Pour les articles homonymes, voir My Generation.
Pour plus de détails, voir Fiche technique et Distribution.
My Generation est un court métrage d'animation français réalisé par Ludovic Houplain et sorti en 2019.

## Fiche technique
- Titre original : My Generation
- Réalisation : Ludovic Houplain
- Scénario : Ludovic Houplain et Mirwais Ahmadzaï
- Décors : Emmanuel Prevot
- Costumes :
- Animation : François Malary, Lea Zaffrila, Loïc Blondeau, Matteo Girard, Yves Delaforge, Charles Tesnière, Vincent Dupuis et Céline Goriot
- Photographie :
- Montage : Jean-François Fontaine
- Musique : Mirwaïs Ahmadzaï
- Producteur : Maxime Vandenabeele et Federico Matarazzo
- Sociétés de production : H5
- Société de distribution : H5
- Pays d'origine :  France
- Langue originale : muet
- Format : couleur
- Genre : Animation
- Durée : 8 minutes
- Dates de sortie :
  -  France : 10 juin 2019 (Annecy 2019)

## Distinction
Il remporte une mention spéciale du jury ex æquo avec Pulsión à l'édition 2019 du festival international du film d'animation d'Annecy.